# Władimir Nowikow
Władimir Nikołajewicz Nowikow (ros. Влади́мир Никола́евич Но́виков, ur. 6 grudnia 1907 we wsi Kriestcy w obwodzie nowogrodzkim, zm. 21 lipca 2000 w Moskwie) – radziecki polityk, wicepremier ZSRR (1960-1962 i 1965-1980), przewodniczący Państwowej Komisji Planowania ZSRR (1960-1962), Bohater Pracy Socjalistycznej (1942).
W 1928 ukończył mechaniczne technikum przemysłowe w Nowogrodzie, a 1934 filię Leningradzkiego Instytutu Wojskowo-Mechanicznego w Iżewsku, kolejno technik, inżynier konstruktor, kierownik wydziału, szef laboratorium, szef wydziału technicznego, główny technolog i główny inżynier fabryki zbrojeniowej w Iżewsku. Od 1936 w WKP(b), 1939-1941 dyrektor fabryki zbrojeniowej w Iżewsku, 1941-1948 zastępca ludowego komisarza/ministra uzbrojenia ZSRR, 1945-1953 dyrektor Instytutu Naukowo-Badawczego nr 61, od 1948 członek Komitetu ds. Radiolokacji przy Radzie Ministrów ZSRR, 1953-1955 szef v Głównego Zarządu Ministerstwa Przemysłu Zbrojeniowego ZSRR, 1955-1957 I zastępca ministra inżynierii ogólnej. Od 29 maja 1957 do marca 1958 przewodniczący Sownarchozu Leningradzkiego Ekonomicznego Rejonu Administracyjnego, od marca do maja 1958 I zastępca przewodniczącego, a od 7 maja 1958 do 11 maja 1960 przewodniczący Państwowej Komisji Planowania RFSRR, równocześnie od 7 maja 1958 do 16 kwietnia 1959 I zastępca przewodniczącego, a od 16 kwietnia 1959 do 11 maja 1960 zastępca przewodniczącego Rady Ministrów RFSRR. Od 4 maja 1960 do 17 lipca 1960 przewodniczący Państwowej Komisji Planowania (Gospłanu) Rady Ministrów ZSRR, równocześnie od 4 maja 1960 do 24 listopada 1962 zastępca przewodniczącego Rady Ministrów ZSRR, od 31 października 1961 do 23 lutego 1981 członek KC KPZR, od lipca do listopada 1962 przedstawiciel ZSRR w RWPG. Od listopada 1962 do 27 marca 1965 przewodniczący Komisji Prezydium Rady Ministrów ZSRR ds. Zagadnień Gospodarki Zagranicznej - minister ZSRR, od 26 marca do 2 października 1965 przewodniczący Najwyższej Rady Gospodarki Narodowej ZSRR, od 26 marca 1965 do 19 grudnia 1980 ponownie zastępca przewodniczącego Rady Ministrów ZSRR, następnie na emeryturze. Deputowany do Rady Najwyższej ZSRR 1 i od 5 do 10 kadencji.

## Odznaczenia
- Medal Sierp i Młot Bohatera Pracy Socjalistycznej (3 czerwca 1942)[1]
- Order Lenina (pięciokrotnie)
- Order Kutuzowa I klasy (16 września 1945)
- Order Czerwonego Sztandaru Pracy (dwukrotnie)
- Order Czerwonej Gwiazdy (1940)

I medale.